# Stade Ahmadou Ahidjo
Das Stade Ahmadou Ahidjo (voller Name: Stade omnisports Ahmadou Ahidjo) ist ein Fußballstadion mit Leichtathletikanlage in der kamerunischen Hauptstadt Yaoundé. In der Sportstätte tragen die Fußballclubs Canon Yaoundé und Tonnerre Yaoundé ihre Heimspiele aus. Zudem nutzt die kamerunische Fußballnationalmannschaft das Stade Omnisports für Heimspiele.

## Geschichte
Die Anlage wurde 1971 für den Afrika-Cup 1972 fertiggestellt und war u. a. Schauplatz des Endspiels. Es trägt heute den Namen des ersten Staatspräsidenten Ahmadou Ahidjo (1924–1989). 1996 machten hier die Leichtathletik-Afrikameisterschaften Station im Stadion von Yaoundé. Mitte der 2010er Jahre wurde das Gelände für den Afrika-Cup der Frauen 2016 umfangreich renoviert. Die Sportstätte bietet heute 40.122 Sitzplätze. Das Stade Ahmadou Ahidjo ist einer der sechs Austragungsorte des Afrika-Cup 2022.

## Spiele des Afrika-Cup 1972
Das Stade Ahmadou Ahidjo war neben dem Stade de la Réunification in Douala Austragungsort des Turniers.
- 23. Feb. 1972, Gruppe A:  Kamerun –  Kenia 2:1 (2:1)
- 24. Feb. 1972, Gruppe A:  Mali –  Togo 3:3 (1:1)
- 26. Feb. 1972, Gruppe A:  Kamerun –  Togo 2:0 (0:0)
- 26. Feb. 1972, Gruppe A:  Kenia –  Mali 1:1 (0:1)
- 28. Feb. 1972, Gruppe A:  Togo –  Kenia 1:1 (0:1)
- 28. Feb. 1972, Gruppe A:  Mali –  Kamerun 1:1 (1:0)
- 02. Mär. 1972, Halbfinale:  Kamerun –  Volksrepublik Kongo 0:1 (0:1)
- 04. Mär. 1972, Spiel um Platz 3:  Kamerun –  Zaire 5:2 (5:2)
- 05. Mär. 1972, Endspiel:  Volksrepublik Kongo –  Mali 3:2 (0:1)

## Spiele des Afrika-Cup 2022
Geplant waren neun Partien der Kontinentalmeisterschaft im Stade Ahmadou Ahidjo. Nach der Massenpanik im Stade Paul Biya beim Achtelfinale zwischen Gastgeber Kamerun und den Komoren wurde mehrere Partien in andere Stadien verlegt.
- 10. Jan. 2022, 17:00 Uhr, Gruppe C:  Marokko –  Ghana 1:0 (0:0)
- 10. Jan. 2022, 20:00 Uhr, Gruppe C:  Komoren –  Gabun 0:1 (0:1)
- 14. Jan. 2022, 17:00 Uhr, Gruppe C:  Marokko –  Komoren 2:0 (1:0)
- 14. Jan. 2022, 20:00 Uhr, Gruppe C:  Gabun –  Ghana 1:1 (0:1)
- 18. Jan. 2022, 17:00 Uhr, Gruppe B:  Simbabwe –  Guinea 2:1 (2:0)
- 18. Jan. 2022, 20:00 Uhr, Gruppe C:  Gabun –  Marokko 2:2 (1:0)
- 19. Jan. 2022, 20:00 Uhr, Gruppe D:  Ägypten –  Sudan 1:0 (1:0)
- 25. Jan. 2022, 20:00 Uhr, Achtelfinale:  Marokko –  Malawi 2:1 (1:1)
- 30. Jan. 2022, 16:00 Uhr, Viertelfinale:  Ägypten –  Marokko 2:1 n. V. (1:1, 0:1)
- 30. Jan. 2022, 20:00 Uhr, Viertelfinale:  Senegal –  Äquatorialguinea 3:1 (1:0)
- 02. Feb. 2022, 20:00 Uhr, Halbfinale:  Burkina Faso –  Senegal 1:3 (0:0)
- 06. Feb. 2022, 17:00 Uhr, Spiel um Platz 3:  Burkina Faso –  Kamerun 3:5 i. E. (3:3, 2:0)

## Galerie

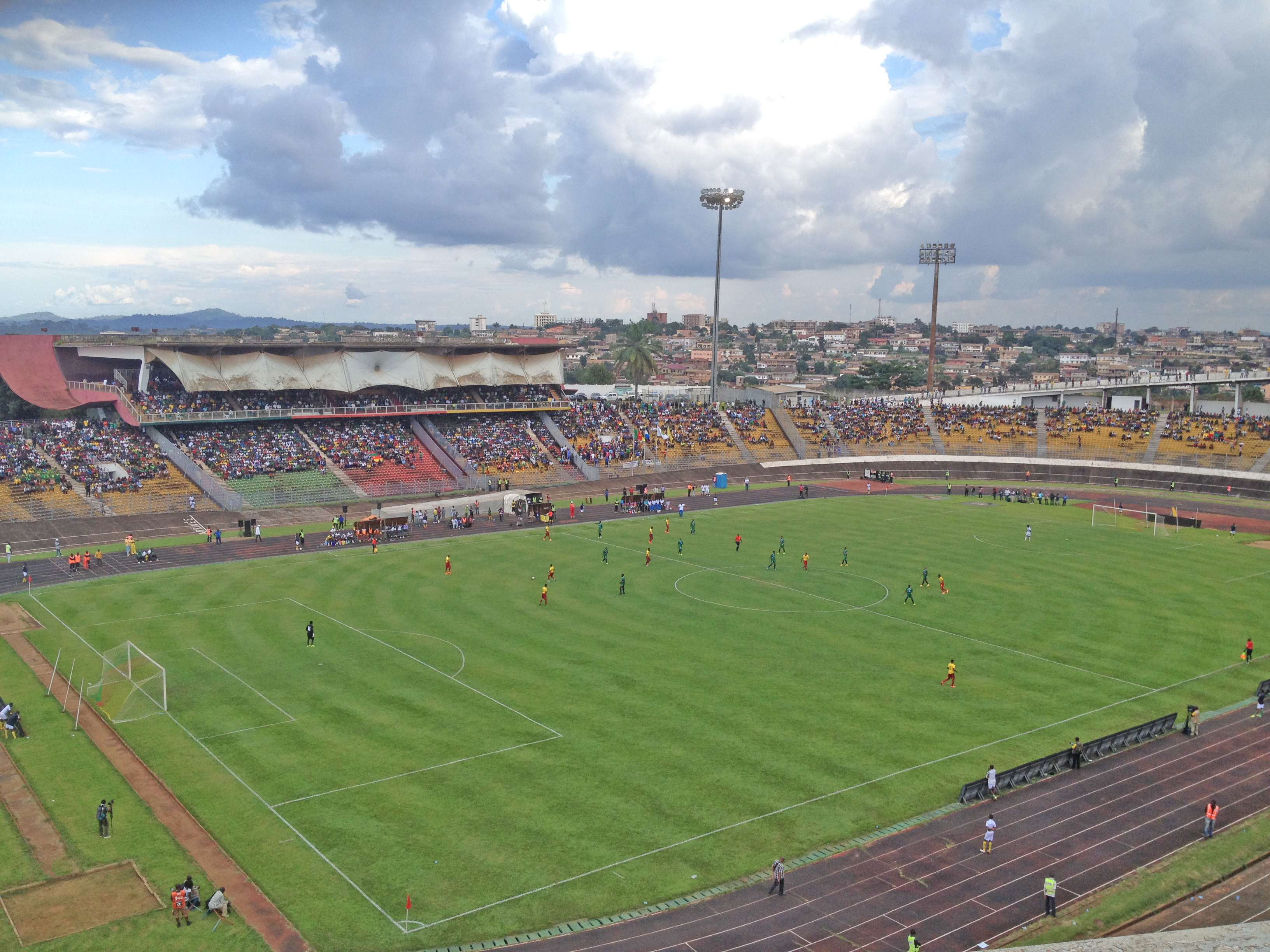
Das Stadion am 11. Oktober 2014
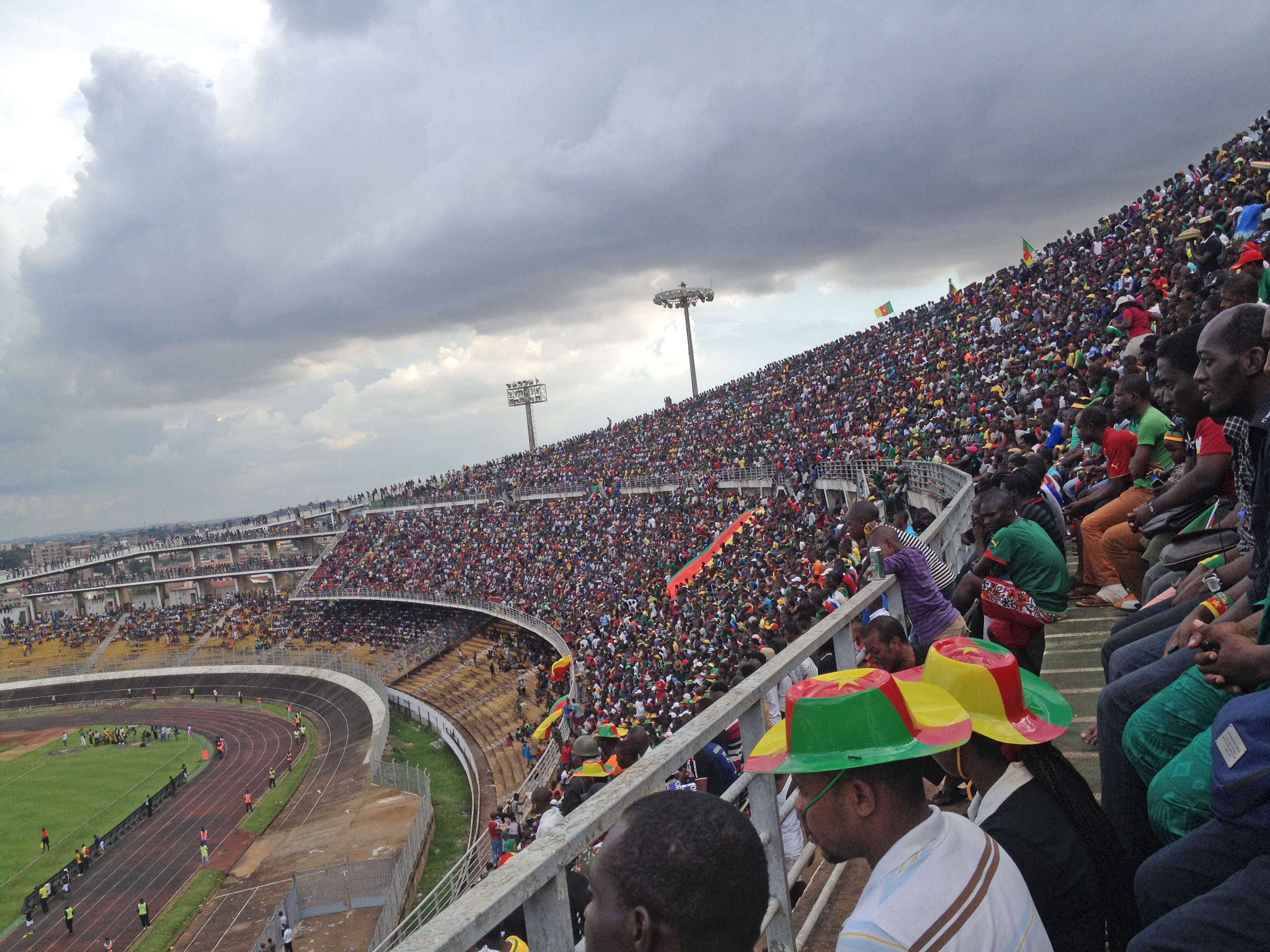
Zuschauer auf der Gegentribüne bei einem Qualifikationsspiel zum Afrika-Cup 2015 zwischen Sierra Leone und Kamerun (0:0) am 11. Oktober 2014. Wegen der Ebola-Epidemie 2014 trug Sierra Leone alle Heimspiele der Qualifikation auf gegnerischem Platz aus.